# Joe True
Joe True  er en dansk rapper og hiphopper, sandsynligvis mest kendt for sin medvirken på R&B sangerindens Medinas single Et Øjeblik fra 2007.

## Tidlige karriere
Joe True startede som rapper, under navnet "Fluen", i gruppen Amokpozen, sammen med produceren Nicky Steeze og rapperen Ponduz P, i 1992.
Med Amokpozen lavede Joe sine første demobånd og spillede sine første liveshows med datidens kendte, Madness for Real (senere kaldet Den Gale Pose), Jazzy H og Humleridderne. 
 Joe Trues reelle karriere tog fart i rapgruppen Essensen, som igen var en del af undergrunds crew'et Helt Sikkert, der i slutningen af 90'erne og starten af 2000'erne udgav en stribe klassiske hiphop plader på deres eget pladeselskab Helt Sikkert Records, som var et startskud for en hel independent bølge i dansk hiphop.
Helt Sikkert profilerede sig -med Joe True som en af de markante personligheder- som kompromisløse og idealistiske med hensyn til hardcore hip hop, og meget rap- og rimfikserede, hvilket skabte både respekt på undergrundsscenen og en kerne af fans.
Essensen udgav to Ep'er og bidrog med diverse numre på Helt Sikkert compilations.

## Nuværende karriere
Joe True har medvirket på over 25 pladeudgivelser i eget navn, som Essensen, og i form af adskillige gæsteoptrædener på diverse danske hip hop udgivelser.
Han var i 2006 en af de første danske rappere til at springe på den amerikanske mixtape-bølge og udgav mixtapet ”Tilbage i solen”. 
For nylig har han medvirket som feature på r'n'b-nummeret "et øjeblik" med den danske sangerinde Medina. 
Udgav i 2009 sit første officielle soloalbum "Den Ægte" efter lang ventetid.
Har i øvrigt markeret sig stærkt gennem en beef med L.O.C og Suspekt.

## Udgivelser
- Essensationelt 1996
- Det Væsentligste Væsen (Helt Sikkert Records, 2000)
- Pulscheck (Helt Sikkert Records, 2001)
- Tilbage I Solen (Brogade Boogie , 2006)
- Den Ægte (Brogade Boogie , 2009)
- Den Ekstra (Brogade Boogie , 2010)